# Вецпиебалга
Ве́цпиебалга (латыш. Vecpiebalga) — крупное село в Цесисском крае Латвии, административный центр Вецпиебалгской волости. С 2009 по 2021 год являлось центром Вецпиебалгского края.
Расположено в историческом Пиебалгском крае, между озёрами Алаукстс и Инесис, на пересечении автодорог P30 и P33. Расстояние до города Мадона — 37 км, до Цесиса — 49 км, до Риги — 128 км.
В Вецпиебалге находится средняя школа, дом культуры (построен в 1887 году для Благотворительного общества), библиотека, аптека, туристический информационный центр, органы местного самоуправления.

## История

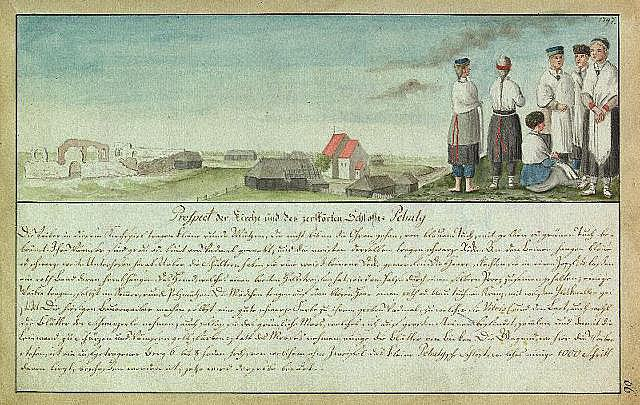
Вид на Вецпиебалгу в 18 веке (из трудов Бротце).

Село возникло неподалёку от древнего Пиебалгского (иначе Grišku, Balgas, Veļķu) городища. Недалеко от городища в начале XIV века был построен Пиебалгский замок Рижского архиепископа. Замок был разрушен в 1577 году во время Ливонской войны, потом восстановлен, но уже в XVIII веке от замка остались только руины. Они находятся в нескольких сотнях метров к югу от дороги Цесис-Мадона и церкви. На вершине холма между озерами Алаукстс и Тауну (примерно в 3 км от замка) образовался старейший центр Вецпиебалгского поместья (Alt-Pebalg). В 1933 году Вецпиебалге был присвоен статус густонаселенного пункта (села).

## География

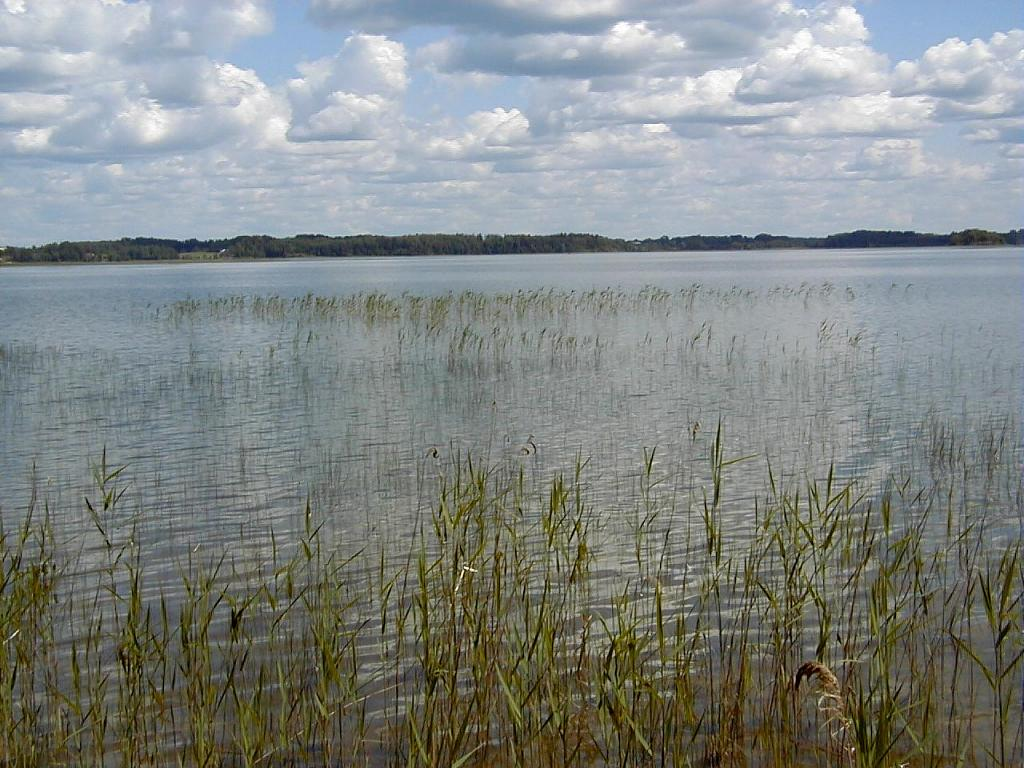
Озеро Алаукстс у дороги Цесис—Мадона).

Географически Вецпиебалга находится в центральной части Видземской возвышенности, в Пиебалгской холмистой местности. Живописные окрестности Вецпиебалги с 1987 года включены в число охраняемых природных ландшафтов.

## Архитектура и достопримечательности

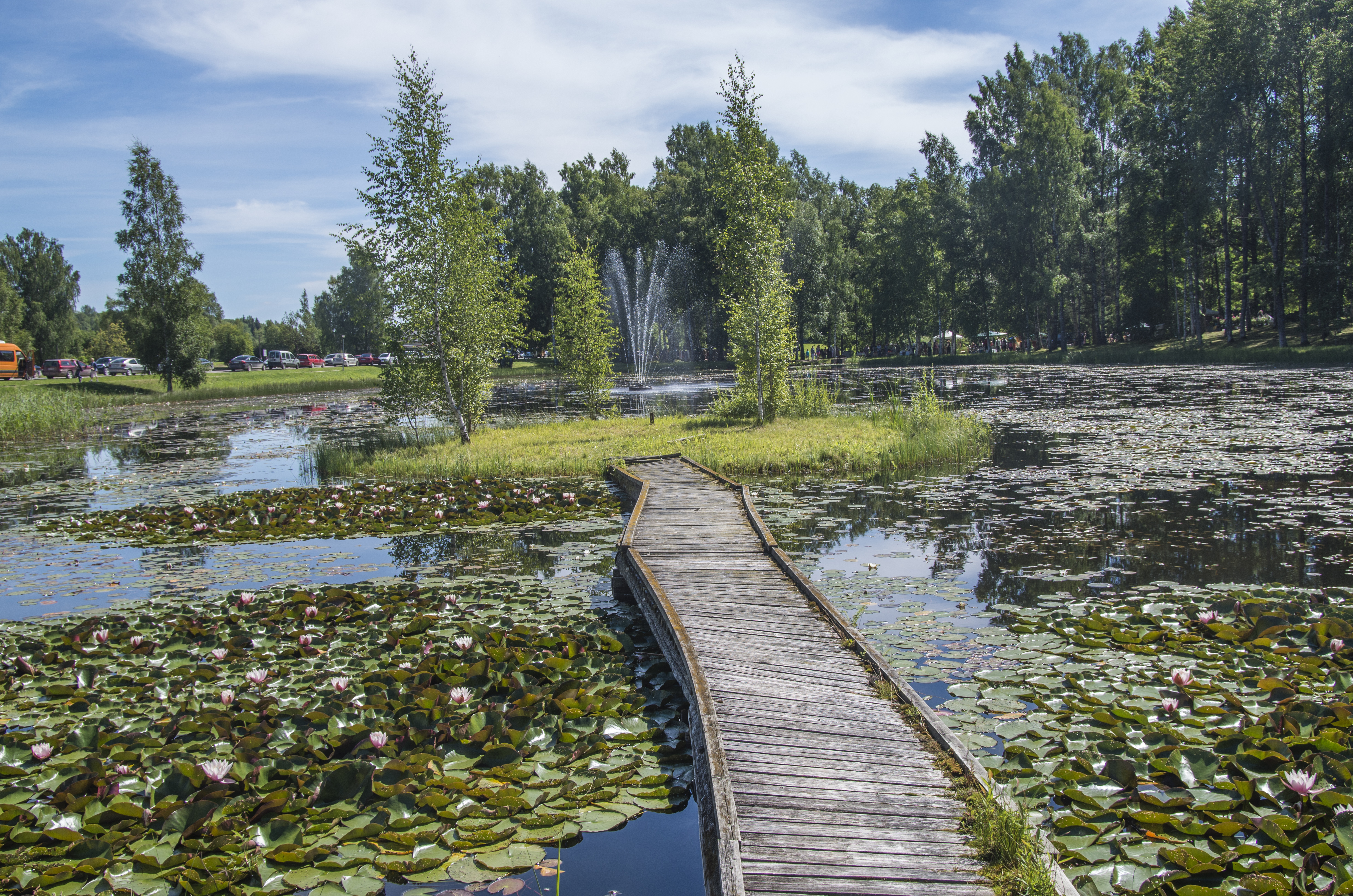
Пруд с кувшинками в Вецпиебалге

Здание Вецпиебалгской евангелическо-лютеранской церкви, в неоготическом стиле, построено в период с 1839 года до 1845 года, одним из подрядчиков был Марцис Сарумс. Во время Второй мировой войны, 20 сентября 1944 года, колокольня церкви была взорвана; после войны храм был заброшен и начал разрушаться. Восстановлен в период с 1995 по 1997 год по проекту архитектора Аусмы Скуини.
Вецпиебалгскую приходскую школу построили в 1860—1864 годы, её здание частично разрушено солдатами карательной экспедиции во время репрессий революции 1905 года. После аграрной реформы 1920 года школу перевели в национализированный господский дом Вецпиебалгской усадьбы и бывший дом мирового судьи. Здание школы восстановили в 1931—1940 годах.

## Культура и искусство
В Вецпиебалге находится мемориальный музей Антона Аустриньша.